# Explorer 14
Explorer 14 (também referenciado como EPE-B) foi um satélite estadunidense de pesquisas terrestres e espaciais. O Explorer 14 foi o segundo membro dos satélites EPE (Energetic Particles Explorer). Estava programado para realizar detecções de raios cósmicos, fluxos de ventos solares e o estudo do campo magnético da Terra.
Foi lançado em 02 de Outubro de 1962 de Cabo Canaveral, através de um foguete Delta-A. Em 28 de Maio de 1988, o satélite decaiu da órbita terrestre e reentrou na atmosfera.

## Instrumentos
- Analisador de prótons .
- Magnetômetros de porta de fluxo.
- Armadilha para partículas ionizadas.
- Detector de raios cósmicos.
- Sensor de aspecto solar.
- Experimento de temporização de eletrodeposição .
- Experimento de dano a células solares .
- Detector de centelho de prótons-elétrons.